# Третий Толедский собор
Третий Толедский собор (лат. Concilium Toletanum III), созванный вестготским королём Реккаредом I в 589 году после его отказа от арианства и завершивший арианский период в истории вестготов.
Младший сын Леовигильда Реккаред (586—601) к моменту получения власти весной 586 года ещё был арианином, а уже в феврале 587 года он тайно крестился в католичество. Ещё до мая 589 года, когда состоялся Третий Толедский собор, арианские церкви и их собственность были переданы католикам. На первом заседании собора, на котором король председательствовал подобно Константину Великому на Никейском соборе, Реккаред торжественно объявил о своём обращении.
Собор ознаменовал начало нового этапа взаимодействия церкви и государства в Испании. После завершения собора Реккаред издал «Эдикт в подтверждение собора», которым придал принятым решениям силу закона и предписал наказывать конфискацией имущества и изгнанием тех, кто не будет подчиняться принятым решениям. Толедский собор расширил административные функции духовенства, предписав судьям и налоговым чиновникам являться на поместные соборы и получать указания, как должно справедливо судить и облагать налогами население. Одним из дисциплинарных канонов собора предписывалось, в случае обнаружения непозволительной связи священника с женщиной, последнюю продать в рабство, а деньги раздать бедным, что также можно рассматривать как вмешательство церкви в светские дела. Позже Реккаред издал специальный закон о защите целомудрия девиц и вдов, решивших посвятить себя Богу. Следствием таких изменений в законодательстве стало усиление влияние иберо-римлян, составлявших большинство католических священников.

## Ход собора

### Первое заседание
Король открыл первое заседание собор 8 мая 589 года после трёхдневного поста. По свидетельству Иоанна Бикларского, Реккаред восседал на соборе среди епископов подобно Константину Великому на Первом Никейском соборе 325 года. Неизвестно, в какой толедской церкви происходили заседания. После молитвы он объявил, что его обращение в католицизм произошло «немного дней спустя после смерти его отца», хотя на самом деле это произошло через 10 месяцев после этого события.
Затем он приказал нотарию прочитать написанное им собственноручно изложение веры, в котором он, не забыв о Филиокве, анафематствовал Ария и признал учения первых четырёх Вселенских соборов. В нём он напомнил епископам, что его усилиями великий народ готов был возвращён в лоно вселенской церкви, от которой он был отделён стараниями лже-учителей. Свевы, впавшие в ересь, также были им возвращены. Задачей епископов, по его словам, является наставлять эти народы, для чего и был собран этот собор. Этот документ был подписан Реккаредом и его супругой Баддо. Собравшиеся выразили одобрение услышанному аккламацией в честь Бога и короля.
Затем один из католических прелатов обратился с просьбой к перешедшим из арианства священникам и представителям знати выразить свою веру и осудить арианство. В ответ 8 бывших арианских епископов, 4 вестготских и 4 свевских, в 23 статьях, анафематствовали ересь Ария.

### Второе заседание
На втором заседании собора король произнёс речь, в которой призвал уделить особое внимание обучению новой вере духовенства. С этой целью он предложил ввести в церкви восточный обычай произнесения Константинопольского символа веры всем вслух перед чтением Господней Молитвы. Это предложение было принято епископами. После этого было принято 23 дисциплинарных канона.
Решений относительно прежнего арианского духовенства принято не было, и только в 633 году было запрещено посвящать в епископы «крещённых в ереси». Было решено, что с учётом бедности испанской церкви, поместные соборы должны проходить не реже раза в год, а не два раза, как это обычно принято.